# Le Démantèlement
Pour plus de détails, voir Fiche technique et Distribution.
Le Démantèlement est un film dramatique québécois écrit et réalisé par Sébastien Pilote, sorti au Québec le 15 novembre 2013.

## Synopsis
Gaby, propriétaire d'une ferme où il élève des agneaux, décide de la mettre en vente aux enchères afin d'aider financièrement une de ses filles.

## Fiche technique
- Titre original : Le Démantèlement
- Titre anglais : The Auction
- Réalisation : Sébastien Pilote
- Scénario : Sébastien Pilote
- Musique : Serge Nakauchi Pelletier
- Direction artistique : Mario Hervieux
- Costumes : Sophie Lefebvre
- Maquillage : Djina Caron
- Coiffure : Élisabeth Lalonde
- Photographie : Michel La Veaux
- Son : Gilles Corbeil, Olivier Calvert, Stéphane Bergeron
- Montage : Stéphane Lafleur
- Production : Bernadette Payeur et Marc Daigle
- Sociétés de production : Association coopérative de productions audio-visuelles (ACPAV)
- Sociétés de distribution : Christal Films, Les Films Séville (Canada), Entertainment One  (international)
- Budget : 3,1 millions de dollars[1]
- Pays d’origine :  Canada
- Langue originale : français
- Format : couleur (Technicolor) — 35 mm — format d'image : 2,35:1 — son Dolby numérique
- Genre : drame
- Durée : 111 minutes
- Dates de sortie :
  - France : 17 mai 2013 (première au Festival de Cannes 2013)[2]
  - Tchéquie : 28 juin 2013 (Festival international du film de Karlovy Vary)
  - Pays-Bas : 16 septembre 2013 (Festival Film by the Sea (en))
  - Allemagne : 28 septembre 2013 (Festival du film de Hambourg)
  - Belgique : 1er octobre 2013 (Festival international du film francophone de Namur (FIFF))
  - Brésil : 18 octobre 2013 (Festival international du film de São Paulo)
  - Grèce : 4 novembre 2013 (Festival international du film de Thessalonique)
  - Canada : 15 novembre 2013 (sortie en salle au Québec)
  - Italie : 20 novembre 2013 (Festival du film de Turin (TFF))
  - France : 4 décembre 2013
  - États-Unis : 5 janvier 2014 (Festival international du film de Palm Springs)
  - Suède : 25 janvier 2014 (Festival international du film de Göteborg (GIFF))
  - Canada : 4 mars 2014 (DVD et Blu-ray)
  - Serbie : 8 mars 2014 (Festival international du film de Belgrade (FEST))
  - Australie : 9 août 2014 (Possible Worlds Film Festival)

## Distribution
- Gabriel Arcand : Gaby Gagnon
- Gilles Renaud  : Louis, l'ami comptable
- Lucie Laurier : Marie Gagnon
- Sophie Desmarais : Frédérique Gagnon
- Johanne Marie Tremblay : Françoise
- Dominique Leduc : la voisine
- Normand Carrière : Léo Simard
- Gabriel Tremblay : le petit Bouchard
- Marc-Antoine Béliveau : l'homme du refuge
- Claude Desjardins : l'encanteur
- Pierre-Luc Brillant : le préposé au foyer
- Michel Daigle : le concierge

## Récompenses et distinctions

### Récompenses
- Festival de Cannes 2013 : Prix SACD (sélection « Semaine de la critique »)
- Prix Écrans canadiens 2014 : Meilleur acteur pour Gabriel Arcand
- Trophées francophones du cinéma 2014 : Trophée francophone du long-métrage de fiction

### Nominations et sélections
- Festival international du film de Thessalonique 2013
- Festival international du film de Toronto 2013 : sélection « Contemporary World Cinema »
- Festival international du film de Palm Springs 2014 : sélection « World Cinema Now »